# Polarisation du spin
La polarisation du spin est une mesure du degré d'alignement du spin avec une direction donnée. 
Cette propriété peut se rapporter au spin de la conductivité électrique, donc aussi au moment magnétique, dans les métaux ferromagnétiques, tel le fer, ce qui peut créer un courant électrique dont le spin est polarisé. Il peut aussi se rapporter aux ondes de spin statiques. Elle peut se rapporter à un faisceau de particules produit artificiellement. La polarisation du spin des électrons ou des noyaux est aussi produite par l'application d'un champ magnétique. La loi de Curie peut servir à établir un signal inductif dans la résonance paramagnétique électronique et dans la résonance magnétique nucléaire (RMN). La polarisation du spin est aussi importante dans la spintronique, une branche de l'électronique.
Le spin des électrons libres se mesure à l'aide de la diffraction d'électrons lents (LEED) à partir d'un cristal de tungstène,, ou à l'aide d'un microscope électronique utilisant seulement des lentilles électrostatiques qui analyse une feuille d'or. C'est un détecteur de Mott.